# Stiernstedt
Stiernstedt er en svensk friherrelig adelsslægt, der oprindeligt stammer fra Vyborg i Rusland fra dén tid, hvor by og omegn var finsk.

## Historisk beskrivelse
Den første kendte stamfader til familien menes at være rådmand og borger i Vyborg, Hans Thesleff, der i årene 1595-1597 nævnes som udenlandsk købmand. I Anreps slægtsoptegnelser hedder det, at han var skotte, men moderne forskning har ikke været i stand til at underbygge dette. Han fik seks børn. Sønnen Peter blev lovsigemand og assessor i Åbo hovrätt (lokal domstol) og var gift med borgmesterens datter Catharina Schmedeman fra Vyborg, som var halvsøster til Johan Schmedeman.
Deres søn, landshøvdingen i Åbo län Johan Thesleff (1663-1722), blev i 1697 kåret som adelig med navnet Stiernstedt og fik titel af baron i 1719. Han var lovsigemand i Söderfinne retskreds. Mod slutningen af sit liv flyttede han til Sverige. Hans første kone var Johanna Gripenberg, og den anden var en Törne af samme slægt som blandt andet von Törne og Bureättling. Et tredje ægteskab med en datter af Johannes Gezelius den yngre gav ingen børn. En datter i første ægteskab giftede sig Tepati og en anden datter til Barohn. Familien overlevede kun på sværdsiden (mandssiden) fra det første ægteskab med rigsråden Carl Johan Stiernstedt i hans ægteskab med Jacobina Meldercreutz.

## Personer med efternavnetStiernstedtellerStjernstedt
- August Stiernstedt, flere personer
  - August Stjernstedt (1828–1909), medlem af Riksdagen
  - August Stiernstedt (1844–1924) , forfatter
  - August Wilhelm Stiernstedt (1812–1880), rigsheraldiker
- Carl Johan Stiernstedt (1686–1753), militærmand, embedsmand og politiker
- Erik Stjernstedt (1878–1963), generalsekretær for Svenska Röda Korset
- Fredrik Stiernstedt (født i 1981), radiovært
- Georg Stjernstedt (1876–1973), advokat
- Göran Stiernstedt (født i 1949), læge og statsundersøger
- Hedda Stiernstedt (født i 1987), skuespiller
- Jan Stiernstedt (1925–2008), embedsmand og forfatter
- Jenny Stiernstedt (født i 1981), journalist
- Johan Stjernstedt (1865–1947), medlem af Riksdagen
- Lennart Stiernstedt (1904–1989), medlem af Riksdagen
- Marika Stiernstedt (1875–1954), forfatter
- Ruth Stjernstedt (1879–1954), advokat
- Sophie Stjernstedt (1845–1927), kunstmaler
- Wilhelm Stjernstedt (1841–1919), militærmand